# Żuków (Grodzisk Mazowiecki)
Pour les articles homonymes, voir Żuków.
Żuków (prononciation : [ˈʐukuf]) est un village polonais de la gmina de Grodzisk Mazowiecki dans le powiat de Grodzisk Mazowiecki de la voïvodie de Mazovie dans le centre-est de la Pologne.

## Histoire
De 1975 à 1998, le village appartenait administrativement à la voïvodie de Varsovie.